# Монумент «Витязь Свободи»
Монумент «Витязь Свободи» (лит. Laisvės karys) — встановлений у місті Каунас, Литва біля Каунаського замку до 100 річчя відновлення литовської незалежності. Монумент споруджено творчим колективом українських та литовського скульпторів (Олесь Сидорук, Борис Крилов та Арунас Сакалаускас) у тісній співпраці з фондом Робертаса Габуласа «Вітіс». Мініатюрна копія пам'ятника також існує у подвіррі посольства Литви в Україні де витязь стоїть на символичних Гедимінових стовпах. За словами Арунаса Сакалаускаса, обличчя Витяза зроблено по мотивам Ромаса Каланти. Сам витязь є художньою інтерпритацією герба Литви. 